# دقيقة ضئيلة نورتمانية أحادية الخلية
دقيقة ضئيلة نورتمانية أحادية الخلية (الاسم العلمي: Pusillimonas noertemannii) هي نوع من البكتيريا، سلبية الغرام، تتبع جنس الدقائق ضئيلة أحادية الخلية.